# Guitar World
Guitar World és una revista mensual de música dedicada a guitarristes. Cada edició conté entrevistes originals, àlbums i partitures de guitarra i baix. La revista es publica tretze vegades a l'any (dotze edicions mensuals i una edició de vacances).
La revista va debutar al juliol de 1980 amb Johnny Winter en la portada. En els seus 30 anys d'història, Guitar World ha publicat entrevistes d'alguns dels guitarristes més influents del rock, incloent a Alex Lifeson, Ritchie Blackmore, Jeff Beck, Brian May, Arthur Rhames, John Frusciante, Steve Morse, Robert Ward, Richie Sambora, Jimmy Page, David Gilmour, Eric Clapton, Joe Satriani, Steve Vai, Yngwie Malmsteen, Tony Iommi i Eddie Van Halin qui ha aparegut en la portada 16 vegades, i dues vegades en la revista afiliada Guitar Legends.
Anteriorment era propietat d'Harris Publications; Future US va comprar la revista el 2003.

## Guitar Worlden video
El gener de 2005, Guitar World va començar a vendre alguns nombres de la revista amb CD-ROM, amb lliçons en vídeo i altres continguts multimèdia de producció pròpia i de tercers. Les revistes que contenen el disc es venen per tres dòlars més (7,99 dòlars en lloc de 4,99). Cada edició de Guitar World solia contenir, a les pàgines centrals, un pòster d'un artista o banda inclòs aquest mes en la revista, però ja no s'inclou (no obstant això, la revista ha mantingut el preu de la publicació). En 2007 Guitar World va començar a produir un nou DVD: Guitar World presenta Guitar DVD.

## Columnes d'altres revistes
A partir de l'edició gener 2009, Guitar World ha inclòs columnes de les revistes afiliades (i ja desaparegudes) Guitar One i Guitar World Acoustic. Algunes de les columnes són:
- Shred Alert per Paul Gilbert de Racer X.
- The Alchemical Guitarist per Richard Lloyd de Television.
- Time to Burn per Michael Angelo Batio.
- Practice What You Preach per Eric Peterson de Testament.
- Left-Hand Path per Ihsahn de Emperor.
- All That Jazz per Vic Juris.
- Talkin' Blues per Keith Wyatt.
- Dominion per Mark Morton de Lamb of God.